# Ligue des nations de l'UEFA 2018-2019
Navigation
Édition 2020-2021
La Ligue des nations de l'UEFA 2018-2019 est la saison inaugurale de la Ligue des nations organisée par l'Union des associations européennes de football. Elle oppose les équipes nationales masculines des 55 associations membres lors d'une phase de groupes du 6 septembre au 20 novembre 2018 et une phase finale du 5 au 9 juin 2019 qui a lieu au Portugal.
Cette première édition voit la victoire du Portugal en finale face aux Pays-Bas sur le score de 1 - 0. Le Portugal devient ainsi la première équipe à réussir le doublé européen Euro (2016) et Ligue des nations (2018-2019).
En outre, elle offre quatre places pour la phase finale de l'Euro 2020 (sur vingt-quatre) que se disputent les seize meilleures équipes (non déjà qualifiées via la phase de qualification classique) lors de barrages au mois de mars 2020.

## Format
Le format et le calendrier de la Ligue des nations de l'UEFA sont formellement approuvés par le Comité exécutif de l'UEFA le 4 décembre 2014 et entérinés le 20 septembre 2017. Ainsi :
- les 55 associations membres de l'UEFA participent à la compétition ;
- les équipes sont réparties en quatre ligues, A-B-C-D, en fonction du coefficient UEFA des équipes nationales à l'issue des éliminatoires européens pour la Coupe du monde 2018 (les barrages n'étant pas inclus)[2]. La répartition est la suivante :
  - la Ligue A se compose des douze équipes les mieux classées ;
  - les douze équipes suivantes sont attribués à la Ligue B ;
  - les quinze suivantes à la Ligue C ;
  - les seize restantes à la Ligue D.
- chaque ligue est divisée en quatre groupes de trois à quatre équipes, de sorte que chaque équipe joue quatre ou six matches au sein de chaque groupe (utilisant le système de matches domicile - extérieur), à l'occasion de deux matches en septembre, octobre et novembre 2018.
- les quatre vainqueurs de groupes de la Ligue A sont qualifiés pour la phase finale de la Ligue des nations, qui a lieu en juin 2019, avec deux demi-finales, un matche pour la troisième place et une finale. Un pays hôte est désigné par l'UEFA en décembre 2018 parmi les équipes finalistes. Pour cette première édition, 3 pays ont déposé leur candidature pour accueillir la phase finale de la compétition[3] :
  -  Italie
  -  Pologne
  -  Portugal

Ces trois nations étant dans le même groupe (Groupe 3), le Portugal (vainqueur de celui-ci) organisera la phase finale de la compétition.
- initialement les équipes étaient soumises à un système de promotion et de relégation à une division supérieure ou inférieure. Dans chaque division, les quatre gagnants de chaque ligue (à l'exception évidente de la Ligue A) étaient promus, tandis que les dernières équipes de chaque ligue (sauf la Ligue D) étaient reléguées[4].
- le nouveau format pour 2020-2021 décidé en septembre 2019 augmente le nombre de promus (les deuxièmes en Ligues C et D et le meilleur troisième en Ligue D) et annule les relégations[5].
- Le tirage au sort de la phase de groupes a eu lieu au SwissTech Convention Center de Lausanne le 24 janvier 2018, date à laquelle le trophée de la Ligue des nations fut également dévoilé.

### Barrages des éliminatoires de l'Euro 2020
Cette édition est liée à la qualification de l'Euro 2020, dont les éliminatoires se déroulent de mars à novembre 2019, offrant aux équipes une autre chance de se qualifier pour la compétition.
Seulement vingt des vingt-quatre places pour le tournoi final sont en effet attribuées lors de ces éliminatoires, laissant ainsi quatre places encore à déterminer. Les 55 équipes sont regroupées en dix groupes après la fin de la Ligue des nations, étant répartis en cinq groupes de cinq équipes et cinq autres de six équipes, sachant que les finalistes de la Ligue des nations sont garantis de prendre part à un groupe de cinq équipes. Les deux meilleures équipes de chaque groupe se qualifient à l'issue des éliminatoires. Ceux-ci sont joués deux matches par deux aux mois de mars, juin, septembre, octobre et novembre 2019.
Chaque ligue de la Ligue des nations reçoit l'une des quatre autres places pour l'Euro 2020. Dans chaque ligue, les quatre meilleures équipes n'ayant pas pu se qualifier à l'issue des éliminatoires prennent part à des barrages durant le mois de mars 2020. Les places de barrages sont attribuées dans un premier temps aux vainqueurs de chaque groupe. Si, dans le cas échéant, ceux-ci sont déjà qualifiés pour la phase finale de l'Euro, ces places sont attribuées à l'équipe suivante la mieux classée dans la même ligue, et ainsi de suite.  Si dans une ligue, moins de quatre équipes ne sont pas qualifiées pour la phase finale du Championnat d'Europe, les places restantes, par un système de repêchage, sont attribuées à (ou aux) équipe(s) suivante(s) la(les) mieux classée(s) dans la division inférieure (s'il en est de même dans la division inférieure, d'autres équipes sont repêchées dans les divisions plus inférieures, réparties alors, selon leurs classements décroissants, dans les barrages des divisions supérieures). Si le cas échéant toutes les équipes d'une même division sont déjà qualifiées à l'issue des éliminatoires, deux équipes sont de fait qualifiées lors des barrages de la division restante la mieux classée.
Les barrages consistent en deux demi-finales en confrontation unique qui voit l'équipe la mieux classée affronter le quatrième à domicile tandis le deuxième accueille le troisième, suivies d'une finale, entre les deux vainqueurs de ces demi-finales, dont un des deux finalistes est l'hôte. Les quatre gagnants de ces barrages prennent ainsi part à la phase finale du Championnat d'Europe, signifiant qu'au moins une équipe de chaque division de la Ligue des nations se qualifie pour la compétition.

## Calendrier
| Nom                                             | Tirage au sort           | Date aller                                                     | Date retour                                                      | Équipes participantes |
| ----------------------------------------------- | ------------------------ | -------------------------------------------------------------- | ---------------------------------------------------------------- | --------------------- |
| Phase de groupes (2018)                         |                          |                                                                |                                                                  |                       |
| Journées 1 et 4 Journées 2 et 5 Journées 3 et 6 | 24 janvier 2018 Lausanne | 6, 7 et 8 septembre 9, 10 et 11 septembre 11, 12 et 13 octobre | 14, 15 et 16 octobre 15, 16 et 17 novembre 18, 19 et 20 novembre | 55                    |
| Phase finale (2019)                             |                          |                                                                |                                                                  |                       |
| Demi-finales                                    | 3 décembre 2018 Dublin   | 5 et 6 juin                                                    | 5 et 6 juin                                                      | 4                     |
| 3e place                                        | 3 décembre 2018 Dublin   | 9 juin                                                         | 9 juin                                                           | 2                     |
| Finale                                          | 3 décembre 2018 Dublin   | 9 juin                                                         | 9 juin                                                           | 2                     |

## Participants
Les 55 associations membres de l'UEFA prennent part à la Ligue des nations 2018-2019.
- Albanie
- Allemagne
- Andorre
- Angleterre
- Arménie
- Autriche
- Azerbaïdjan
- Biélorussie
- Belgique
- Bosnie-Herzégovine
- Bulgarie
- Croatie
- Chypre
- Danemark
- Écosse
- Espagne
- Estonie
- Finlande
- France
- Géorgie
- Gibraltar
- Grèce
- Hongrie
- Îles Féroé
- République d'Irlande
- Irlande du Nord
- Islande
- Israël
- Italie
- Kazakhstan
- Kosovo
- Lettonie
- Liechtenstein
- Lituanie
- Luxembourg
- Macédoine du Nord
- Malte
- Moldavie
- Monténégro
- Norvège
- Pays-Bas
- Pays de Galles
- Pologne
- Portugal
- Tchéquie
- Roumanie
- Russie
- Saint-Marin
- Serbie
- Slovaquie
- Slovénie
- Suède
- Suisse
- Turquie
- Ukraine

## Ligues

### Composition des ligues

Carte de la répartition des ligues.
Équipe prenant part à la Ligue A
Équipe prenant part à la Ligue B
Équipe prenant part à la Ligue C
Équipe prenant part à la Ligue D

Les équipes sont réparties sur la base du classement UEFA au coefficient. Le tirage au sort des différents groupes de chaque ligue a eu lieu le 24 janvier 2018 à Lausanne en Suisse.
| Ligue A    | Ligue A | Ligue A |
| Équipe     | Coeff   | Rang    |
| ---------- | ------- | ------- |
| Allemagne  | 40,747  | 1       |
| Portugal   | 38,655  | 2       |
| Belgique   | 38,123  | 3       |
| Espagne    | 37,311  | 4       |
| France     | 36,617  | 5       |
| Angleterre | 36,231  | 6       |
| Suisse     | 34,986  | 7       |
| Italie     | 34,426  | 8       |
| Pologne    | 32,982  | 9       |
| Islande    | 31,155  | 10      |
| Croatie    | 31,139  | 11      |
| Pays-Bas   | 29,866  | 12      |

| Ligue B              | Ligue B | Ligue B |
| Équipe               | Coeff   | Rang    |
| -------------------- | ------- | ------- |
| Autriche             | 29,418  | 13      |
| Pays de Galles       | 29,269  | 14      |
| Russie               | 29,258  | 15      |
| Slovaquie            | 28,555  | 16      |
| Suède                | 28,487  | 17      |
| Ukraine              | 28,286  | 18      |
| République d'Irlande | 28,249  | 19      |
| Bosnie-Herzégovine   | 28,200  | 20      |
| Irlande du Nord      | 27,127  | 21      |
| Danemark             | 27,052  | 22      |
| Tchéquie             | 27,028  | 23      |
| Turquie              | 26,538  | 24      |

| Légende : | Légende :                         |
| --------- | --------------------------------- |
|           | Équipes placées dans le chapeau 1 |
|           | Équipes placées dans le chapeau 2 |
|           | Équipes placées dans le chapeau 3 |
|           | Équipes placées dans le chapeau 4 |

| Ligue C    | Ligue C | Ligue C |
| Équipe     | Coeff   | Rang    |
| ---------- | ------- | ------- |
| Hongrie    | 26,486  | 25      |
| Roumanie   | 26,057  | 26      |
| Écosse     | 25,662  | 27      |
| Slovénie   | 25,148  | 28      |
| Grèce      | 24,931  | 29      |
| Serbie     | 24,847  | 30      |
| Albanie    | 24,430  | 31      |
| Norvège    | 24,208  | 32      |
| Monténégro | 23,912  | 33      |
| Israël     | 22,792  | 34      |
| Bulgarie   | 22,091  | 35      |
| Finlande   | 20,501  | 36      |
| Chypre     | 19,491  | 37      |
| Estonie    | 19,441  | 38      |
| Lituanie   | 18,101  | 39      |

| Ligue D           | Ligue D | Ligue D |
| Équipe            | Coeff   | Rang    |
| ----------------- | ------- | ------- |
| Azerbaïdjan       | 17,761  | 40      |
| Macédoine du Nord | 17,071  | 41      |
| Biélorussie       | 16,868  | 42      |
| Géorgie           | 16,523  | 43      |
| Arménie           | 15,846  | 44      |
| Lettonie          | 15,821  | 45      |
| Îles Féroé        | 15,490  | 46      |
| Luxembourg        | 14,231  | 47      |
| Kazakhstan        | 13,431  | 48      |
| Moldavie          | 13,130  | 49      |
| Liechtenstein     | 10,950  | 50      |
| Malte             | 10,870  | 51      |
| Andorre           | 10,240  | 52      |
| Kosovo            | 9,950   | 53      |
| Saint-Marin       | 8,190   | 54      |
| Gibraltar         | 7,550   | 55      |

### Aménagements avant le tirage au sort
- Raison politique :

L'UEFA a confirmé que pour des raisons politiques, l'Azerbaïdjan et l'Arménie (Ligue D) ne seront pas tirés au sort dans le même groupe, de même pour l'Ukraine et la Russie (Ligue B).
- Raison climatique :

En raison de conditions hivernales, un groupe pourra contenir au maximum 2 des équipes suivantes : Norvège, Finlande, Estonie, Lituanie (Ligue C).
- Raison financière :

Pour ménager l'Azerbaïdjan, nation co-organisatrice de l'Euro 2020, un groupe peut contenir au maximum une des paires suivantes : Andorre et Azerbaïdjan ; Îles Féroé et Azerbaïdjan ou Gibraltar et Azerbaïdjan (Ligue D).

### Critères

#### Critères pour le classement des groupes
En cas d’égalité de points de plusieurs équipes à l'issue des matches de groupe, les critères suivants sont appliqués dans l'ordre indiqué pour établir leur classement :
1. Plus grand nombre de points obtenus dans les matches de groupe disputés entre les équipes concernées ;
2. Meilleure différence de buts dans les matches de groupe disputés entre les équipes concernées ;
3. Plus grand nombre de buts marqués dans les matches de groupe disputés entre les équipes concernées ;
4. Plus grand nombre de buts marqués à l'extérieur dans les matches de groupe disputés entre les équipes concernées ;
5. Si, après l’application des critères 1) à 4), plusieurs équipes sont toujours à égalité, les critères 1) à 4) sont à nouveau appliqués exclusivement aux matches entre les équipes restantes afin de déterminer leur classement final. Si cette procédure ne donne pas de résultat, les critères 6) à 12) s’appliquent dans l'ordre indiqué aux équipes encore à égalité ;
6. Meilleure différence de buts générale ;
7. Plus grand nombre de buts marqués ;
8. Plus grand nombre de buts marqués à l'extérieur ;
9. Plus grand nombre de victoires ;
10. Plus grand nombre de victoires à l'extérieur ;
11. Meilleur classement du fair-play dans tous les matches du groupe (-1 point pour un carton jaune, -3 points pour deux cartons jaunes menant à un carton rouge, -3 points pour un carton rouge direct) ;
12. Meilleur coefficient UEFA des équipes nationales concernées.

#### Critères pour le classement des ligues
Le classement de chaque ligue se fait de la façon suivante :
1. Position des équipes dans chaque groupe ;
2. Plus grand nombre de points obtenus ;
3. Meilleure différence de buts générale ;
4. Plus grand nombre de buts marqués ;
5. Plus grand nombre de buts marqués à l'extérieur ;
6. Plus grand nombre de victoires ;
7. Plus grand nombre de victoires à l'extérieur;
8. Classement du fair-play dans tous les matches du groupe (-1 point pour un carton jaune, -3 points pour deux cartons jaunes menant à un carton rouge, -3 points pour un carton rouge direct) ;
9. Position dans le classement par coefficient des équipes nationales masculines de l’UEFA.

Afin de classer les équipes dans les ligues composées de groupes de taille différente, la procédure suivante s'applique :
1. les résultats contre les équipes classées quatrièmes ne sont pas pris en compte ;
2. tous les résultats sont pris en compte dans le but de comparer les équipes classées quatrième dans leurs groupes respectifs.

#### Critères pour le classement général
Les résultats de la phase finale influent comme suit sur le classement général de la Ligue des nations :
- Le vainqueur est classé 1er ;
- L'autre finaliste est classé 2e ;
- Le vainqueur du matche pour la troisième place est classé 3e ;
- Le perdant du matche pour la troisième place est classé 4e.

Dans le but d'attribuer les équipes dans les différents chapeaux du tirage au sort de la phase de qualification du Championnat d'Europe et des barrages européens, le classement général de la Ligue des Nations de l'UEFA est établi comme suit :
- les douze équipes de la Ligue A sont réparties de la 1re à la 12e place en fonction du classement individuel de la ligue ;
- les douze équipes de la Ligue B sont réparties de la 13e à la 24e place en fonction du classement individuel de la ligue ;
- les quinze équipes de la Ligue C sont réparties de la 25e à la 39e place en fonction du classement individuel de la ligue ;
- les seize équipes de la Ligue D sont réparties de la 40e à la 55e place en fonction du classement individuel de la ligue.

### Ligue A

#### Phase de groupes
Légende des classements
- Qualification pour la phase finale de la Ligue des nations et pour les barrages de l'Euro 2020 si non qualifié directement

##### Groupe 1
| Rang | Équipe    | Pts | J | G | N | P | Bp | Bc | Diff |  | Résultats (▼ dom., ► ext.) |     |     |     |
| ---- | --------- | --- | - | - | - | - | -- | -- | ---- |  | -------------------------- | --- | --- | --- |
| 1    | Pays-Bas  | 7   | 4 | 2 | 1 | 1 | 8  | 4  | +4   |  | Pays-Bas                   |     | 2-0 | 3-0 |
| 2    | France    | 7   | 4 | 2 | 1 | 1 | 4  | 4  | 0    |  | France                     | 2-1 |     | 2-1 |
| 3    | Allemagne | 2   | 4 | 0 | 2 | 2 | 3  | 7  | -4   |  | Allemagne                  | 2-2 | 0-0 |     |

##### Groupe 2
| Rang | Équipe   | Pts | J | G | N | P | Bp | Bc | Diff |  | Résultats (▼ dom., ► ext.) |     |     |     |
| ---- | -------- | --- | - | - | - | - | -- | -- | ---- |  | -------------------------- | --- | --- | --- |
| 1    | Suisse   | 9   | 4 | 3 | 0 | 1 | 14 | 5  | +9   |  | Suisse                     |     | 5-2 | 6-0 |
| 2    | Belgique | 9   | 4 | 3 | 0 | 1 | 9  | 6  | +3   |  | Belgique                   | 2-1 |     | 2-0 |
| 3    | Islande  | 0   | 4 | 0 | 0 | 4 | 1  | 13 | -12  |  | Islande                    | 1-2 | 0-3 |     |

##### Groupe 3
| Rang | Équipe   | Pts | J | G | N | P | Bp | Bc | Diff |  | Résultats (▼ dom., ► ext.) |     |     |     |
| ---- | -------- | --- | - | - | - | - | -- | -- | ---- |  | -------------------------- | --- | --- | --- |
| 1    | Portugal | 8   | 4 | 2 | 2 | 0 | 5  | 3  | +2   |  | Portugal                   |     | 1-0 | 1-1 |
| 2    | Italie   | 5   | 4 | 1 | 2 | 1 | 2  | 2  | 0    |  | Italie                     | 0-0 |     | 1-1 |
| 3    | Pologne  | 2   | 4 | 0 | 2 | 2 | 4  | 6  | -2   |  | Pologne                    | 2-3 | 0-1 |     |

##### Groupe 4
| Rang | Équipe     | Pts | J | G | N | P | Bp | Bc | Diff |  | Résultats (▼ dom., ► ext.) |     |     |     |
| ---- | ---------- | --- | - | - | - | - | -- | -- | ---- |  | -------------------------- | --- | --- | --- |
| 1    | Angleterre | 7   | 4 | 2 | 1 | 1 | 6  | 5  | +1   |  | Angleterre                 |     | 1-2 | 2-1 |
| 2    | Espagne    | 6   | 4 | 2 | 0 | 2 | 12 | 7  | +5   |  | Espagne                    | 2-3 |     | 6-0 |
| 3    | Croatie    | 4   | 4 | 1 | 1 | 2 | 4  | 10 | -6   |  | Croatie                    | 0-0 | 3-2 |     |

#### Phase finale de la Ligue des nations
|  | Demi-finales                                        | Demi-finales                             |                        |      | Finale                                   | Finale                                   |
|  | Demi-finales                                        | Demi-finales                             |                        |      | Finale                                   | Finale                                   |
|  |                                                     |                                          |                        |      |                                          |                                          |
|  | 5 juin 2019 à l'Estádio do Dragão, Porto            | 5 juin 2019 à l'Estádio do Dragão, Porto |                        |      | 9 juin 2019 à l'Estádio do Dragão, Porto | 9 juin 2019 à l'Estádio do Dragão, Porto |
|  | 5 juin 2019 à l'Estádio do Dragão, Porto            | 5 juin 2019 à l'Estádio do Dragão, Porto |                        |      | 9 juin 2019 à l'Estádio do Dragão, Porto | 9 juin 2019 à l'Estádio do Dragão, Porto |
|  | Portugal                                            | 3                                        |                        |      | 9 juin 2019 à l'Estádio do Dragão, Porto | 9 juin 2019 à l'Estádio do Dragão, Porto |
|  | Portugal                                            | 3                                        |                        |      | 9 juin 2019 à l'Estádio do Dragão, Porto | 9 juin 2019 à l'Estádio do Dragão, Porto |
|  | Suisse                                              | 1                                        |                        |      | 9 juin 2019 à l'Estádio do Dragão, Porto | 9 juin 2019 à l'Estádio do Dragão, Porto |
|  | Suisse                                              | 1                                        | Portugal               | 1    |                                          |                                          |
|  | 6 juin 2019 au Stade D. Afonso Henriques, Guimarães |                                          | Portugal               | 1    |                                          |                                          |
|  |                                                     | Pays-Bas                                 | 0                      |      |                                          |                                          |
|  | Pays-Bas                                            | Pays-Bas                                 | 0                      | 3 ap |                                          |                                          |
|  | Pays-Bas                                            |                                          |                        | 3 ap |                                          |                                          |
|  | Angleterre                                          | 1                                        |                        |      |                                          |                                          |
|  | Angleterre                                          | 1                                        | Match pour la 3e place |      |                                          |                                          |
|  |                                                     |                                          |                        |      |                                          |                                          |
|  | 9 juin 2019 au Stade D. Afonso Henriques, Guimarães |                                          |                        |      |                                          |                                          |
|  |                                                     |                                          |                        |      |                                          |                                          |
|  | Suisse                                              | 0 (5)ap                                  |                        |      |                                          |                                          |
|  | Suisse                                              | 0 (5)ap                                  |                        |      |                                          |                                          |
|  | Angleterre                                          | 0 (6)tab                                 |                        |      |                                          |                                          |
|  | Angleterre                                          | 0 (6)tab                                 |                        |      |                                          |                                          |

##### Demi-finales
| 5 juin 2019 | Portugal            | 3 - 1   | Suisse               | Estádio do Dragão, Porto                                                       |                                                                                |
| 20h45 UTC+1 | Ronaldo 25e 88e 90e | (1 - 0) | 57e (pen.) Rodríguez | Spectateurs : 42 215 Arbitrage : Felix Brych Arbitre vidéo : Christian Dingert | Spectateurs : 42 215 Arbitrage : Felix Brych Arbitre vidéo : Christian Dingert |
| 20h45 UTC+1 | Rapport             |         |                      | Spectateurs : 42 215 Arbitrage : Felix Brych Arbitre vidéo : Christian Dingert | Spectateurs : 42 215 Arbitrage : Felix Brych Arbitre vidéo : Christian Dingert |

| 6 juin 2019 | Pays-Bas                                     | 3 - 1 ap              | Angleterre          | Estádio D. Afonso Henriques, Guimarães                                            |                                                                                   |
| 20h45 UTC+1 | de Ligt 73e · Walker 97e (csc) · Promes 114e | (0 - 1, 1 - 1, 2 - 1) | 32e (pen.) Rashford | Spectateurs : 25 711 Arbitrage : Clément Turpin Arbitre vidéo : François Letexier | Spectateurs : 25 711 Arbitrage : Clément Turpin Arbitre vidéo : François Letexier |
| 20h45 UTC+1 | Rapport                                      |                       |                     | Spectateurs : 25 711 Arbitrage : Clément Turpin Arbitre vidéo : François Letexier | Spectateurs : 25 711 Arbitrage : Clément Turpin Arbitre vidéo : François Letexier |

##### Match pour la troisième place
| 9 juin 2019 | Suisse                                         | 0 - 0 ap              | Angleterre                                              | Estádio D. Afonso Henriques, Guimarães                                        |                                                                               |
| 15h00 UTC+1 |                                                | (0 - 0, 0 - 0, 0 - 0) |                                                         | Spectateurs : 15 742 Arbitrage : Ovidiu Hategan Arbitre vidéo : Michael Fabri | Spectateurs : 15 742 Arbitrage : Ovidiu Hategan Arbitre vidéo : Michael Fabri |
| 15h00 UTC+1 | Rapport                                        |                       |                                                         | Spectateurs : 15 742 Arbitrage : Ovidiu Hategan Arbitre vidéo : Michael Fabri | Spectateurs : 15 742 Arbitrage : Ovidiu Hategan Arbitre vidéo : Michael Fabri |
| 15h00 UTC+1 | Zuber · Xhaka · Akanji · Mbabu · Schär · Drmić | Tirs au but 5 - 6     | Maguire · Barkley · Sancho · Sterling · Pickford · Dier | Spectateurs : 15 742 Arbitrage : Ovidiu Hategan Arbitre vidéo : Michael Fabri | Spectateurs : 15 742 Arbitrage : Ovidiu Hategan Arbitre vidéo : Michael Fabri |

##### Finale
| Finale                  | Portugal   | 1 - 0   | Pays-Bas | Estádio do Dragão, Porto                                                                      |                                                                                               |
| 9 juin 2019 20h45 UTC+1 | Guedes 60e | (0 - 0) |          | Spectateurs : 43 199 Arbitrage : Alberto Undiano Mallenco Arbitre vidéo : Alejandro Hernández | Spectateurs : 43 199 Arbitrage : Alberto Undiano Mallenco Arbitre vidéo : Alejandro Hernández |
| 9 juin 2019 20h45 UTC+1 | Rapport    |         |          | Spectateurs : 43 199 Arbitrage : Alberto Undiano Mallenco Arbitre vidéo : Alejandro Hernández | Spectateurs : 43 199 Arbitrage : Alberto Undiano Mallenco Arbitre vidéo : Alejandro Hernández |

### Ligue B
Légende des classements
- Promotion en Ligue A et qualification pour les barrages de l'Euro 2020 si non qualifié directement

#### Groupe 1
| Rang | Équipe    | Pts | J | G | N | P | Bp | Bc | Diff |  | Résultats (▼ dom., ► ext.) |     |     |     |
| ---- | --------- | --- | - | - | - | - | -- | -- | ---- |  | -------------------------- | --- | --- | --- |
| 1    | Ukraine   | 9   | 4 | 3 | 0 | 1 | 5  | 5  | 0    |  | Ukraine                    |     | 1-0 | 1-0 |
| 2    | Tchéquie  | 6   | 4 | 2 | 0 | 2 | 4  | 4  | 0    |  | Tchéquie                   | 1-2 |     | 1-0 |
| 3    | Slovaquie | 3   | 4 | 1 | 0 | 3 | 5  | 5  | 0    |  | Slovaquie                  | 4-1 | 1-2 |     |

#### Groupe 2
| Rang | Équipe  | Pts | J | G | N | P | Bp | Bc | Diff |  | Résultats (▼ dom., ► ext.) |     |     |     |
| ---- | ------- | --- | - | - | - | - | -- | -- | ---- |  | -------------------------- | --- | --- | --- |
| 1    | Suède   | 7   | 4 | 2 | 1 | 1 | 5  | 3  | +2   |  | Suède                      |     | 2-0 | 2-3 |
| 2    | Russie  | 7   | 4 | 2 | 1 | 1 | 4  | 3  | +1   |  | Russie                     | 0-0 |     | 2-0 |
| 3    | Turquie | 3   | 4 | 1 | 0 | 3 | 4  | 7  | -3   |  | Turquie                    | 0-1 | 1-2 |     |

#### Groupe 3
| Rang | Équipe             | Pts | J | G | N | P | Bp | Bc | Diff |  | Résultats (▼ dom., ► ext.) |     |     |     |
| ---- | ------------------ | --- | - | - | - | - | -- | -- | ---- |  | -------------------------- | --- | --- | --- |
| 1    | Bosnie-Herzégovine | 10  | 4 | 3 | 1 | 0 | 5  | 1  | +4   |  | Bosnie-Herzégovine         |     | 1-0 | 2-0 |
| 2    | Autriche           | 7   | 4 | 2 | 1 | 1 | 3  | 2  | +1   |  | Autriche                   | 0-0 |     | 1-0 |
| 3    | Irlande du Nord    | 0   | 4 | 0 | 0 | 4 | 2  | 7  | -5   |  | Irlande du Nord            | 1-2 | 1-2 |     |

#### Groupe 4
| Rang | Équipe               | Pts | J | G | N | P | Bp | Bc | Diff |  | Résultats (▼ dom., ► ext.) |     |     |     |
| ---- | -------------------- | --- | - | - | - | - | -- | -- | ---- |  | -------------------------- | --- | --- | --- |
| 1    | Danemark             | 8   | 4 | 2 | 2 | 0 | 4  | 1  | +3   |  | Danemark                   |     | 2-0 | 0-0 |
| 2    | Pays de Galles       | 6   | 4 | 2 | 0 | 2 | 6  | 5  | +1   |  | Pays de Galles             | 1-2 |     | 4-1 |
| 3    | République d'Irlande | 2   | 4 | 0 | 2 | 2 | 1  | 5  | -4   |  | République d'Irlande       | 0-0 | 0-1 |     |

### Ligue C
Légende des classements
- Promotion en Ligue B et qualification pour les barrages de l'Euro 2021 si non qualifié directement
- Promotion en Ligue B

#### Groupe 1
| Rang | Équipe  | Pts | J | G | N | P | Bp | Bc | Diff |  | Résultats (▼ dom., ► ext.) |     |     |     |
| ---- | ------- | --- | - | - | - | - | -- | -- | ---- |  | -------------------------- | --- | --- | --- |
| 1    | Écosse  | 9   | 4 | 3 | 0 | 1 | 10 | 4  | +6   |  | Écosse                     |     | 3-2 | 2-0 |
| 2    | Israël  | 6   | 4 | 2 | 0 | 2 | 6  | 5  | +1   |  | Israël                     | 2-1 |     | 2-0 |
| 3    | Albanie | 3   | 4 | 1 | 0 | 3 | 1  | 8  | -7   |  | Albanie                    | 0-4 | 1-0 |     |

#### Groupe 2
| Rang | Équipe   | Pts | J | G | N | P | Bp | Bc | Diff |  | Résultats (▼ dom., ► ext.) |     |     |     |     |
| ---- | -------- | --- | - | - | - | - | -- | -- | ---- |  | -------------------------- | --- | --- | --- | --- |
| 1    | Finlande | 12  | 6 | 4 | 0 | 2 | 5  | 3  | +2   |  | Finlande                   |     | 1-0 | 2-0 | 1-0 |
| 2    | Hongrie  | 10  | 6 | 3 | 1 | 2 | 9  | 6  | +3   |  | Hongrie                    | 2-0 |     | 2-1 | 2-0 |
| 3    | Grèce    | 9   | 6 | 3 | 0 | 3 | 4  | 5  | -1   |  | Grèce                      | 1-0 | 1-0 |     | 0-1 |
| 4    | Estonie  | 4   | 6 | 1 | 1 | 4 | 4  | 8  | -4   |  | Estonie                    | 0-1 | 3-3 | 0-1 |     |

#### Groupe 3
| Rang | Équipe   | Pts | J | G | N | P | Bp | Bc | Diff |  | Résultats (▼ dom., ► ext.) |     |     |     |     |
| ---- | -------- | --- | - | - | - | - | -- | -- | ---- |  | -------------------------- | --- | --- | --- | --- |
| 1    | Norvège  | 13  | 6 | 4 | 1 | 1 | 7  | 2  | +5   |  | Norvège                    |     | 1-0 | 2-0 | 1-0 |
| 2    | Bulgarie | 11  | 6 | 3 | 2 | 1 | 7  | 5  | +2   |  | Bulgarie                   | 1-0 |     | 2-1 | 1-1 |
| 3    | Chypre   | 5   | 6 | 1 | 2 | 3 | 5  | 9  | -4   |  | Chypre                     | 0-2 | 1-1 |     | 2-1 |
| 4    | Slovénie | 3   | 6 | 0 | 3 | 3 | 5  | 8  | -3   |  | Slovénie                   | 1-1 | 1-2 | 1-1 |     |

#### Groupe 4
| Rang | Équipe     | Pts | J | G | N | P | Bp | Bc | Diff |  | Résultats (▼ dom., ► ext.) |     |     |     |     |
| ---- | ---------- | --- | - | - | - | - | -- | -- | ---- |  | -------------------------- | --- | --- | --- | --- |
| 1    | Serbie     | 14  | 6 | 4 | 2 | 0 | 11 | 4  | +7   |  | Serbie                     |     | 2-2 | 2-1 | 4-1 |
| 2    | Roumanie   | 12  | 6 | 3 | 3 | 0 | 8  | 3  | +5   |  | Roumanie                   | 0-0 |     | 0-0 | 3-0 |
| 3    | Monténégro | 7   | 6 | 2 | 1 | 3 | 7  | 6  | +1   |  | Monténégro                 | 0-2 | 0-1 |     | 2-0 |
| 4    | Lituanie   | 0   | 6 | 0 | 0 | 6 | 3  | 16 | -13  |  | Lituanie                   | 0-1 | 1-2 | 1-4 |     |

### Ligue D
Légende des classements
- Promotion en Ligue C et qualification pour les barrages de l'Euro 2021 si non qualifié directement
- Promotion en Ligue C

#### Groupe 1
| Rang | Équipe     | Pts | J | G | N | P | Bp | Bc | Diff |  | Résultats (▼ dom., ► ext.) |     |     |     |     |
| ---- | ---------- | --- | - | - | - | - | -- | -- | ---- |  | -------------------------- | --- | --- | --- | --- |
| 1    | Géorgie    | 16  | 6 | 5 | 1 | 0 | 12 | 2  | +10  |  | Géorgie                    |     | 2-1 | 1-0 | 3-0 |
| 2    | Kazakhstan | 6   | 6 | 1 | 3 | 2 | 8  | 7  | +1   |  | Kazakhstan                 | 0-2 |     | 1-1 | 4-0 |
| 3    | Lettonie   | 4   | 6 | 0 | 4 | 2 | 2  | 6  | -4   |  | Lettonie                   | 0-3 | 1-1 |     | 0-0 |
| 4    | Andorre    | 4   | 6 | 0 | 4 | 2 | 2  | 9  | -7   |  | Andorre                    | 1-1 | 1-1 | 0-0 |     |

#### Groupe 2
| Rang | Équipe      | Pts | J | G | N | P | Bp | Bc | Diff |  | Résultats (▼ dom., ► ext.) |     |     |     |     |
| ---- | ----------- | --- | - | - | - | - | -- | -- | ---- |  | -------------------------- | --- | --- | --- | --- |
| 1    | Biélorussie | 14  | 6 | 4 | 2 | 0 | 10 | 0  | +10  |  | Biélorussie                |     | 1-0 | 0-0 | 5-0 |
| 2    | Luxembourg  | 10  | 6 | 3 | 1 | 2 | 11 | 4  | +7   |  | Luxembourg                 | 0-2 |     | 4-0 | 3-0 |
| 3    | Moldavie    | 9   | 6 | 2 | 3 | 1 | 4  | 5  | -1   |  | Moldavie                   | 0-0 | 1-1 |     | 2-0 |
| 4    | Saint-Marin | 0   | 6 | 0 | 0 | 6 | 0  | 16 | -16  |  | Saint-Marin                | 0-2 | 0-3 | 0-1 |     |

#### Groupe 3
| Rang | Équipe      | Pts | J | G | N | P | Bp | Bc | Diff |  | Résultats (▼ dom., ► ext.) |     |     |     |     |
| ---- | ----------- | --- | - | - | - | - | -- | -- | ---- |  | -------------------------- | --- | --- | --- | --- |
| 1    | Kosovo      | 14  | 6 | 4 | 2 | 0 | 15 | 2  | +13  |  | Kosovo                     |     | 4-0 | 2-0 | 3-1 |
| 2    | Azerbaïdjan | 9   | 6 | 2 | 3 | 1 | 7  | 6  | +1   |  | Azerbaïdjan                | 0-0 |     | 2-0 | 1-1 |
| 3    | Îles Féroé  | 5   | 6 | 1 | 2 | 3 | 5  | 10 | -5   |  | Îles Féroé                 | 1-1 | 0-3 |     | 3-1 |
| 4    | Malte       | 3   | 6 | 0 | 3 | 3 | 5  | 14 | -9   |  | Malte                      | 0-5 | 1-1 | 1-1 |     |

#### Groupe 4
| Rang | Équipe            | Pts | J | G | N | P | Bp | Bc | Diff |  | Résultats (▼ dom., ► ext.) |     |     |     |     |
| ---- | ----------------- | --- | - | - | - | - | -- | -- | ---- |  | -------------------------- | --- | --- | --- | --- |
| 1    | Macédoine du Nord | 15  | 6 | 5 | 0 | 1 | 14 | 5  | +9   |  | Macédoine du Nord          |     | 2-0 | 4-0 | 4-1 |
| 2    | Arménie           | 10  | 6 | 3 | 1 | 2 | 14 | 8  | +6   |  | Arménie                    | 4-0 |     | 0-1 | 2-1 |
| 3    | Gibraltar         | 6   | 6 | 2 | 0 | 4 | 5  | 15 | -10  |  | Gibraltar                  | 0-2 | 2-6 |     | 2-1 |
| 4    | Liechtenstein     | 4   | 6 | 1 | 1 | 4 | 7  | 12 | -5   |  | Liechtenstein              | 0-2 | 2-2 | 2-0 |     |

## Classement général
Légende des classements
- Vainqueur
- Finaliste
- Vainqueur du match pour la 3e place
- Quatrième
- Promu en Ligue supérieure
- Initialement maintenu dans sa Ligue, mais finalement promu en Ligue supérieure
- Maintenu dans sa Ligue
- Initialement relégué, mais finalement maintenu dans sa Ligue

| Ligue A                    | Ligue A    | Ligue A                         | Ligue A | Ligue A | Ligue A | Ligue A | Ligue A | Ligue A | Ligue A | Ligue A |
| Rang                       | Nation     | Parcours                        | Gr.     | MJ      | G       | N       | P       | Pts     | Bp      | Bc      |
| -------------------------- | ---------- | ------------------------------- | ------- | ------- | ------- | ------- | ------- | ------- | ------- | ------- |
| Médaille d'or, Europe      | Portugal   | Vainqueur                       | 3       | 6       | 4       | 2       | 0       | 14      | 9       | 4       |
| Médaille d'argent, Europe  | Pays-Bas   | Finaliste                       | 1       | 6       | 3       | 1       | 2       | 10      | 11      | 6       |
| Médaille de bronze, Europe | Angleterre | Troisième                       | 4       | 6       | 2       | 2       | 2       | 8       | 7       | 8       |
| 4e                         | Suisse     | Quatrième                       | 2       | 6       | 3       | 1       | 2       | 10      | 15      | 8       |
|                            |            |                                 |         |         |         |         |         |         |         |         |
| 5e                         | Belgique   | Meilleur deuxième de groupe     | 2       | 4       | 3       | 0       | 1       | 9       | 9       | 6       |
| 6e                         | France     | 2e meilleur deuxième de groupe  | 1       | 4       | 2       | 1       | 1       | 7       | 4       | 4       |
| 7e                         | Espagne    | 3e meilleur deuxième de groupe  | 4       | 4       | 2       | 0       | 2       | 6       | 12      | 7       |
| 8e                         | Italie     | 4e meilleur deuxième de groupe  | 3       | 4       | 1       | 2       | 1       | 5       | 2       | 2       |
|                            |            |                                 |         |         |         |         |         |         |         |         |
| 9e                         | Croatie    | Meilleur troisième de groupe    | 4       | 4       | 1       | 1       | 2       | 4       | 4       | 10      |
| 10e                        | Pologne    | 2e meilleur troisième de groupe | 3       | 4       | 0       | 2       | 2       | 2       | 4       | 6       |
| 11e                        | Allemagne  | 3e meilleur troisième de groupe | 1       | 4       | 0       | 2       | 2       | 2       | 3       | 7       |
| 12e                        | Islande    | 4e meilleur troisième de groupe | 2       | 4       | 0       | 0       | 4       | 0       | 1       | 13      |

| Ligue B | Ligue B              | Ligue B                         | Ligue B | Ligue B | Ligue B | Ligue B | Ligue B | Ligue B | Ligue B | Ligue B |
| Rang    | Nation               | Parcours                        | Gr.     | MJ      | G       | N       | P       | Pts     | Bp      | Bc      |
| ------- | -------------------- | ------------------------------- | ------- | ------- | ------- | ------- | ------- | ------- | ------- | ------- |
| 13e     | Bosnie-Herzégovine   | Meilleur premier de groupe      | 3       | 4       | 3       | 1       | 0       | 10      | 5       | 1       |
| 14e     | Ukraine              | 2e meilleur premier de groupe   | 1       | 4       | 3       | 0       | 1       | 9       | 5       | 5       |
| 15e     | Danemark             | 3e meilleur premier de groupe   | 4       | 4       | 2       | 2       | 0       | 8       | 4       | 1       |
| 16e     | Suède                | 4e meilleur premier de groupe   | 2       | 4       | 2       | 1       | 1       | 7       | 5       | 3       |
|         |                      |                                 |         |         |         |         |         |         |         |         |
| 17e     | Russie               | Meilleur deuxième de groupe     | 2       | 4       | 2       | 1       | 1       | 7       | 4       | 3       |
| 18e     | Autriche             | 2e meilleur deuxième de groupe  | 3       | 4       | 2       | 1       | 1       | 7       | 3       | 2       |
| 19e     | Pays de Galles       | 3e meilleur deuxième de groupe  | 4       | 4       | 2       | 0       | 2       | 6       | 6       | 5       |
| 20e     | Tchéquie             | 4e meilleur deuxième de groupe  | 1       | 4       | 2       | 0       | 2       | 6       | 4       | 4       |
|         |                      |                                 |         |         |         |         |         |         |         |         |
| 21e     | Slovaquie            | Meilleur troisième de groupe    | 1       | 4       | 1       | 0       | 3       | 3       | 5       | 5       |
| 22e     | Turquie              | 2e meilleur troisième de groupe | 2       | 4       | 1       | 0       | 3       | 3       | 4       | 7       |
| 23e     | République d'Irlande | 3e meilleur troisième de groupe | 4       | 4       | 0       | 2       | 2       | 2       | 1       | 5       |
| 24e     | Irlande du Nord      | 4e meilleur troisième de groupe | 3       | 4       | 0       | 0       | 4       | 0       | 2       | 7       |

| Ligue C | Ligue C    | Ligue C                         | Ligue C | Ligue C | Ligue C | Ligue C | Ligue C | Ligue C | Ligue C | Ligue C |
| Rang    | Nation     | Parcours                        | Gr.     | MJ      | G       | N       | P       | Pts     | Bp      | Bc      |
| ------- | ---------- | ------------------------------- | ------- | ------- | ------- | ------- | ------- | ------- | ------- | ------- |
| 25e     | Écosse     | Meilleur premier de groupe      | 1       | 4       | 3       | 0       | 1       | 9       | 10      | 4       |
| 26e     | Norvège    | 2e meilleur premier de groupe   | 3       | 4       | 3       | 0       | 1       | 9       | 5       | 1       |
| 27e     | Serbie     | 3e meilleur premier de groupe   | 4       | 4       | 2       | 2       | 0       | 8       | 6       | 3       |
| 28e     | Finlande   | 4e meilleur premier de groupe   | 2       | 4       | 2       | 0       | 2       | 6       | 3       | 3       |
|         |            |                                 |         |         |         |         |         |         |         |         |
| 29e     | Bulgarie   | Meilleur deuxième de groupe     | 3       | 4       | 2       | 1       | 1       | 7       | 4       | 3       |
| 30e     | Israël     | 2e meilleur deuxième de groupe  | 1       | 4       | 2       | 0       | 2       | 6       | 6       | 5       |
| 31e     | Hongrie    | 3e meilleur deuxième de groupe  | 2       | 4       | 2       | 0       | 2       | 6       | 4       | 3       |
| 32e     | Roumanie   | 4e meilleur deuxième de groupe  | 4       | 4       | 1       | 3       | 0       | 6       | 3       | 2       |
|         |            |                                 |         |         |         |         |         |         |         |         |
| 33e     | Grèce      | Meilleur troisième de groupe    | 2       | 4       | 2       | 0       | 2       | 6       | 3       | 4       |
| 34e     | Albanie    | 2e meilleur troisième de groupe | 1       | 4       | 1       | 0       | 3       | 3       | 1       | 8       |
| 35e     | Monténégro | 3e meilleur troisième de groupe | 4       | 4       | 0       | 1       | 3       | 1       | 1       | 5       |
| 36e     | Chypre     | 4e meilleur troisième de groupe | 3       | 4       | 0       | 1       | 3       | 1       | 2       | 7       |
|         |            |                                 |         |         |         |         |         |         |         |         |
| 37e     | Estonie    | Meilleur quatrième de groupe    | 2       | 6       | 1       | 1       | 4       | 4       | 4       | 8       |
| 38e     | Slovénie   | 2e meilleur quatrième de groupe | 3       | 6       | 0       | 2       | 4       | 2       | 5       | 8       |
| 39e     | Lituanie   | 3e meilleur quatrième de groupe | 4       | 6       | 0       | 0       | 6       | 0       | 3       | 16      |

| Ligue D | Ligue D           | Ligue D                         | Ligue D | Ligue D | Ligue D | Ligue D | Ligue D | Ligue D | Ligue D | Ligue D |
| Rang    | Nation            | Parcours                        | Gr.     | MJ      | G       | N       | P       | Pts     | Bp      | Bc      |
| ------- | ----------------- | ------------------------------- | ------- | ------- | ------- | ------- | ------- | ------- | ------- | ------- |
| 40e     | Géorgie           | Meilleur premier de groupe      | 1       | 6       | 5       | 1       | 0       | 16      | 12      | 2       |
| 41e     | Macédoine du Nord | 2e meilleur premier de groupe   | 4       | 6       | 5       | 0       | 1       | 15      | 14      | 5       |
| 42e     | Kosovo            | 3e meilleur premier de groupe   | 3       | 6       | 4       | 2       | 0       | 14      | 15      | 2       |
| 43e     | Biélorussie       | 4e meilleur premier de groupe   | 2       | 6       | 4       | 2       | 0       | 14      | 10      | 0       |
|         |                   |                                 |         |         |         |         |         |         |         |         |
| 44e     | Luxembourg        | Meilleur deuxième de groupe     | 2       | 6       | 3       | 1       | 2       | 10      | 11      | 4       |
| 45e     | Arménie           | 2e meilleur deuxième de groupe  | 4       | 6       | 3       | 1       | 2       | 10      | 14      | 8       |
| 46e     | Azerbaïdjan       | 2e meilleur deuxième de groupe  | 3       | 6       | 2       | 3       | 1       | 9       | 7       | 6       |
| 47e     | Kazakhstan        | 3e meilleur deuxième de groupe  | 1       | 6       | 1       | 3       | 2       | 6       | 8       | 7       |
|         |                   |                                 |         |         |         |         |         |         |         |         |
| 48e     | Moldavie          | Meilleur troisième de groupe    | 2       | 6       | 2       | 3       | 1       | 9       | 4       | 5       |
| 49e     | Gibraltar         | 2e meilleur troisième de groupe | 4       | 6       | 2       | 0       | 4       | 6       | 5       | 15      |
| 50e     | Îles Féroé        | 3e meilleur troisième de groupe | 3       | 6       | 1       | 2       | 3       | 5       | 5       | 10      |
| 51e     | Lettonie          | 4e meilleur troisième de groupe | 1       | 6       | 0       | 4       | 2       | 4       | 2       | 6       |
|         |                   |                                 |         |         |         |         |         |         |         |         |
| 52e     | Liechtenstein     | Meilleur quatrième de groupe    | 4       | 6       | 1       | 1       | 4       | 4       | 7       | 12      |
| 53e     | Andorre           | 2e meilleur quatrième de groupe | 1       | 6       | 0       | 4       | 2       | 4       | 2       | 9       |
| 54e     | Malte             | 3e meilleur quatrième de groupe | 3       | 6       | 0       | 3       | 3       | 3       | 5       | 14      |
| 55e     | Saint-Marin       | 4e meilleur quatrième de groupe | 2       | 6       | 0       | 0       | 6       | 0       | 0       | 16      |

### Promotions
Les vainqueurs de groupe des ligues B, C et D, les deuxièmes de groupe des ligues C et D et le meilleur troisième de groupe de la Ligue D sont promus dans la ligue supérieure respective. Toutes les autres équipes se maintiennent dans leur ligue. Il n'y a pas de relégation à l'issue de la saison 2018/19. Néanmoins, les équipes anciennement reléguées figureront dans un chapeau inférieur aux équipes seules promues à l'origine.
| Promotions | Promotions         | Promotions        | Promotions                      |
| Groupe     | Ligue B → Ligue A  | Ligue C → Ligue B | Ligue D → Ligue C               |
| ---------- | ------------------ | ----------------- | ------------------------------- |
| Groupe 1   | Ukraine            | Écosse Israël     | Géorgie Kazakhstan              |
| Groupe 2   | Suède              | Finlande Hongrie  | Biélorussie Luxembourg Moldavie |
| Groupe 3   | Bosnie-Herzégovine | Norvège Bulgarie  | Kosovo Azerbaïdjan              |
| Groupe 4   | Danemark           | Serbie Roumanie   | Macédoine du Nord Arménie       |

## Meilleurs buteurs
| Rang | Buteur            | Pays       | Buts |
| ---- | ----------------- | ---------- | ---- |
| 1    | Haris Seferović   | Suisse     | 5    |
| 2    | Romelu Lukaku     | Belgique   | 4    |
| 3    | Marcus Rashford   | Angleterre | 3    |
| 3    | Sergio Ramos      | Espagne    | 3    |
| 3    | Cristiano Ronaldo | Portugal   | 3    |
| 3    | André Silva       | Portugal   | 3    |
| 7    | 13 joueurs        | 13 joueurs | 2    |
| 20   | 31 joueurs        | 31 joueurs | 1    |

| Rang | Buteur             | Pays               | Buts |
| ---- | ------------------ | ------------------ | ---- |
| 1    | Edin Džeko         | Bosnie-Herzégovine | 3    |
| 1    | Patrik Schick      | Tchéquie           | 3    |
| 3    | Christian Eriksen  | Danemark           | 2    |
| 3    | Gareth Bale        | Pays de Galles     | 2    |
| 3    | Denis Cheryshev    | Russie             | 2    |
| 3    | Emre Akbaba        | Turquie            | 2    |
| 3    | Ievhen Konoplianka | Ukraine            | 2    |
| 8    | 32 joueurs         | 32 joueurs         | 1    |

| Rang | Buteur            | Pays       | Buts |
| ---- | ----------------- | ---------- | ---- |
| 1    | Haris Seferović   | Suisse     | 5    |
| 2    | Romelu Lukaku     | Belgique   | 4    |
| 3    | Marcus Rashford   | Angleterre | 3    |
| 3    | Sergio Ramos      | Espagne    | 3    |
| 3    | Cristiano Ronaldo | Portugal   | 3    |
| 3    | André Silva       | Portugal   | 3    |
| 7    | 13 joueurs        | 13 joueurs | 2    |
| 20   | 31 joueurs        | 31 joueurs | 1    |

| Rang | Buteur             | Pays               | Buts |
| ---- | ------------------ | ------------------ | ---- |
| 1    | Edin Džeko         | Bosnie-Herzégovine | 3    |
| 1    | Patrik Schick      | Tchéquie           | 3    |
| 3    | Christian Eriksen  | Danemark           | 2    |
| 3    | Gareth Bale        | Pays de Galles     | 2    |
| 3    | Denis Cheryshev    | Russie             | 2    |
| 3    | Emre Akbaba        | Turquie            | 2    |
| 3    | Ievhen Konoplianka | Ukraine            | 2    |
| 8    | 32 joueurs         | 32 joueurs         | 1    |

| Rang | Buteur              | Pays       | Buts |
| ---- | ------------------- | ---------- | ---- |
| 1    | Aleksandar Mitrović | Serbie     | 6    |
| 2    | James Forrest       | Écosse     | 5    |
| 3    | Ádám Szalai         | Hongrie    | 4    |
| 4    | Teemu Pukki         | Finlande   | 3    |
| 4    | Stefan Mugoša       | Monténégro | 3    |
| 6    | Bozhidar Kraev      | Bulgarie   | 2    |
| 6    | Stefan Johansen     | Norvège    | 2    |
| 6    | Ola Kamara          | Norvège    | 2    |
| 6    | Nicolae Stanciu     | Roumanie   | 2    |
| 6    | George Țucudean     | Roumanie   | 2    |
| 6    | Adem Ljajić         | Serbie     | 2    |
| 6    | Miha Zajc           | Slovénie   | 2    |
| 13   | 50 joueurs          | 50 joueurs | 1    |

| Rang | Buteur                | Pays              | Buts |
| ---- | --------------------- | ----------------- | ---- |
| 1    | Yura Movsisyan        | Arménie           | 5    |
| 1    | Stanislav Dragun      | Biélorussie       | 5    |
| 3    | Giorgi Chakvetadze    | Géorgie           | 4    |
| 3    | Arber Zeneli          | Kosovo            | 4    |
| 5    | Anton Saroka          | Biélorussie       | 3    |
| 5    | René Joensen          | Îles Féroé        | 3    |
| 5    | Benjamin Kololli      | Kosovo            | 3    |
| 5    | Danel Sinani          | Luxembourg        | 3    |
| 5    | Ezgjan Alioski        | Macédoine du Nord | 3    |
| 5    | Ilija Nestorovski     | Macédoine du Nord | 3    |
| 5    | Aleksandar Trajkovski | Macédoine du Nord | 3    |
| 5    | Radu Gînsari          | Moldavie          | 3    |
| 13   | 14 joueurs            | 14 joueurs        | 2    |
| 27   | 49 joueurs            | 49 joueurs        | 1    |

| Rang | Buteur              | Pays       | Buts |
| ---- | ------------------- | ---------- | ---- |
| 1    | Aleksandar Mitrović | Serbie     | 6    |
| 2    | James Forrest       | Écosse     | 5    |
| 3    | Ádám Szalai         | Hongrie    | 4    |
| 4    | Teemu Pukki         | Finlande   | 3    |
| 4    | Stefan Mugoša       | Monténégro | 3    |
| 6    | Bozhidar Kraev      | Bulgarie   | 2    |
| 6    | Stefan Johansen     | Norvège    | 2    |
| 6    | Ola Kamara          | Norvège    | 2    |
| 6    | Nicolae Stanciu     | Roumanie   | 2    |
| 6    | George Țucudean     | Roumanie   | 2    |
| 6    | Adem Ljajić         | Serbie     | 2    |
| 6    | Miha Zajc           | Slovénie   | 2    |
| 13   | 50 joueurs          | 50 joueurs | 1    |

| Rang | Buteur                | Pays              | Buts |
| ---- | --------------------- | ----------------- | ---- |
| 1    | Yura Movsisyan        | Arménie           | 5    |
| 1    | Stanislav Dragun      | Biélorussie       | 5    |
| 3    | Giorgi Chakvetadze    | Géorgie           | 4    |
| 3    | Arber Zeneli          | Kosovo            | 4    |
| 5    | Anton Saroka          | Biélorussie       | 3    |
| 5    | René Joensen          | Îles Féroé        | 3    |
| 5    | Benjamin Kololli      | Kosovo            | 3    |
| 5    | Danel Sinani          | Luxembourg        | 3    |
| 5    | Ezgjan Alioski        | Macédoine du Nord | 3    |
| 5    | Ilija Nestorovski     | Macédoine du Nord | 3    |
| 5    | Aleksandar Trajkovski | Macédoine du Nord | 3    |
| 5    | Radu Gînsari          | Moldavie          | 3    |
| 13   | 14 joueurs            | 14 joueurs        | 2    |
| 27   | 49 joueurs            | 49 joueurs        | 1    |

## Meilleurs passeurs
| Rang | Passeur            | Pays       | Passes |
| ---- | ------------------ | ---------- | ------ |
| 1    | Marco Asensio      | Espagne    | 5      |
| 2    | Xherdan Shaqiri    | Suisse     | 3      |
| 2    | Harry Kane         | Angleterre | 3      |
| 2    | Thomas Meunier     | Belgique   | 3      |
| 5    | Robert Lewandowski | Pologne    | 2      |
| 5    | Fabian Schär       | Suisse     | 2      |
| 5    | Memphis Depay      | Pays-Bas   | 2      |
| 8    | 38 joueurs         | 38 joueurs | 1      |

| Rang | Passeur          | Pays       | Passes |
| ---- | ---------------- | ---------- | ------ |
| 1    | Peter Žulj       | Autriche   | 2      |
| 1    | Bořek Dočkal     | Tchéquie   | 2      |
| 1    | Henrik Dalsgaard | Danemark   | 2      |
| 1    | Albert Rusnák    | Slovaquie  | 2      |
| 5    | 27 joueurs       | 27 joueurs | 1      |

| Rang | Passeur            | Pays       | Passes |
| ---- | ------------------ | ---------- | ------ |
| 1    | Marco Asensio      | Espagne    | 5      |
| 2    | Xherdan Shaqiri    | Suisse     | 3      |
| 2    | Harry Kane         | Angleterre | 3      |
| 2    | Thomas Meunier     | Belgique   | 3      |
| 5    | Robert Lewandowski | Pologne    | 2      |
| 5    | Fabian Schär       | Suisse     | 2      |
| 5    | Memphis Depay      | Pays-Bas   | 2      |
| 8    | 38 joueurs         | 38 joueurs | 1      |

| Rang | Passeur          | Pays       | Passes |
| ---- | ---------------- | ---------- | ------ |
| 1    | Peter Žulj       | Autriche   | 2      |
| 1    | Bořek Dočkal     | Tchéquie   | 2      |
| 1    | Henrik Dalsgaard | Danemark   | 2      |
| 1    | Albert Rusnák    | Slovaquie  | 2      |
| 5    | 27 joueurs       | 27 joueurs | 1      |

| Rang | Passeur              | Pays       | Passes |
| ---- | -------------------- | ---------- | ------ |
| 1    | Strahil Popov        | Bulgarie   | 4      |
| 1    | Andrija Živković     | Serbie     | 4      |
| 3    | Omar Elabdellaoui    | Norvège    | 3      |
| 4    | Charálampos Kyriákou | Chypre     | 2      |
| 4    | Ryan Fraser          | Écosse     | 2      |
| 4    | Ryan Christie        | Écosse     | 2      |
| 4    | Robin Lod            | Finlande   | 2      |
| 4    | István Kovács        | Hongrie    | 2      |
| 4    | Zsolt Kalmar         | Hongrie    | 2      |
| 4    | Bibras Natkho        | Israël     | 2      |
| 4    | Nicolae Stanciu      | Roumanie   | 2      |
| 12   | 40 joueurs           | 40 joueurs | 1      |

| Rang | Passeur           | Pays       | Passes |
| ---- | ----------------- | ---------- | ------ |
| 1    | Henrik Mkhitaryan | Arménie    | 4      |
| 2    | Milot Rashica     | Kosovo     | 3      |
| 2    | Danel Sinani      | Luxembourg | 3      |
| 4    | 14 joueurs        | 14 joueurs | 2      |
| 18   | 46 joueurs        | 46 joueurs | 1      |

| Rang | Passeur              | Pays       | Passes |
| ---- | -------------------- | ---------- | ------ |
| 1    | Strahil Popov        | Bulgarie   | 4      |
| 1    | Andrija Živković     | Serbie     | 4      |
| 3    | Omar Elabdellaoui    | Norvège    | 3      |
| 4    | Charálampos Kyriákou | Chypre     | 2      |
| 4    | Ryan Fraser          | Écosse     | 2      |
| 4    | Ryan Christie        | Écosse     | 2      |
| 4    | Robin Lod            | Finlande   | 2      |
| 4    | István Kovács        | Hongrie    | 2      |
| 4    | Zsolt Kalmar         | Hongrie    | 2      |
| 4    | Bibras Natkho        | Israël     | 2      |
| 4    | Nicolae Stanciu      | Roumanie   | 2      |
| 12   | 40 joueurs           | 40 joueurs | 1      |

| Rang | Passeur           | Pays       | Passes |
| ---- | ----------------- | ---------- | ------ |
| 1    | Henrik Mkhitaryan | Arménie    | 4      |
| 2    | Milot Rashica     | Kosovo     | 3      |
| 2    | Danel Sinani      | Luxembourg | 3      |
| 4    | 14 joueurs        | 14 joueurs | 2      |
| 18   | 46 joueurs        | 46 joueurs | 1      |